# Peristedion barbiger
Peristedion barbiger és una espècie de peix pertanyent a la família dels peristèdids.

## Hàbitat
És un peix marí i demersal que viu fins als 102 m de fondària.

## Distribució geogràfica
Es troba al Pacífic oriental central: l'Equador, Nicaragua i Panamà.

## Observacions
És inofensiu per als humans.